# EC 3.4
Le groupe EC3.4 est un groupe d'enzymes appartenant à la famille des hydrolases. Leur rôle est de découper un polypeptide, d'où leur nom générique de peptidases. La réaction chimique qu'elles catalysent est :
où AA1 et AA2 sont deux acides aminés, mais jamais quelconques.
La plupart de ces enzymes sont très spécifiques de l'acide aminé sur lequel portera la coupure. Certaines sont des endopeptidases, c'est-à-dire qu'elles ne vont pouvoir agir que sur des acides aminés se trouvant à l'intérieur d'une chaîne polypeptidique, d'autres sont des exopeptidases, c'est-à-dire qu'elles ne vont agir que sur l'acide aminé N-terminal (aminopeptidases) ou sur l'acide aminé C-terminal (carboxypeptidases). Souvent, les endopeptidases sont spécifiques de certains acides aminés comme la sérine, la cystéine ou l'acide aspartique, simplement à cause de la polarité importante de ces acides aminés.
Certaines peptidases nécessitent dans leur métabolisme la présence d'ions métalliques tels que le cobalt ou le zinc pour pouvoir créer un champ de polarité suffisant pour atteindre les acides aminés à l'intérieur de la protéine. On les nomme en général métalloprotéinases.
Parmi les plus connues, citons la trypsine (EC 3.4.21.4), une endopeptidase qui agit sur l'arginine ou la lysine, la chymotrypsine (EC 3.4.21.1), qui agit sur la tyrosine, le tryptophane, la phénylalanine ou la leucine, la thrombine (EC 3.4.21.5) qui coupe le fibrinogène en deux fibrinopeptides, les cathepsines, la papaïne (EC 3.4.22.2), la bromélaïne (EC 3.4.22.32)...

## Classification despeptidases
Les sous-groupes EC3.4.1 à EC3.4.4 ont été supprimés et les enzymes autrefois répertoriées dans ces groupes réparties dans les groupes nouvellement créés (EC3.4.11 à EC3.4.24). La liste qui suit donne la correspondance entre l'ancienne numérotation et la nouvelle.

### EC 3.4.12
Sous-groupe aujourd'hui disparu. La liste suivante donne la correspondance entre les anciens numéros et les nouveaux.

### EC 3.4.99:Endopeptidasesdont le mécanisme d'action est inconnu
Dans ce sous-groupe sont placées les enzymes dont on ne connaît pas encore le mécanisme d'action. Dès que celui-ci est connu, l'enzyme est reclassée. La liste ci-après donne la nouvelle nomenclature donnée aux enzymes en attente. Actuellement, cette liste ne contient aucune enzyme en attente.